# تیم ایروگبونام
تیم ایروگبونام (انگلیسی: Tim Iroegbunam؛ زادهٔ ۳۰ ژوئن ۲۰۰۳) بازیکن فوتبال اهل غنا است که برای باشگاه فوتبال اورتون بازی می‌کند. 
وی همچنین در تیم‌های ملی فوتبال زیر ۱۹ سال انگلستان و زیر ۲۰ سال انگلستان بازی کرده است.